# Cime
|  | Aquest article tracta sobre la ciutat de l'Àsia Menor. Si cerqueu la ciutat de la Magna Grècia, vegeu «Cumes». |

Cime (grec antic: Kύμη, Kúmē, Cyme) era una ciutat de l'Eòlida, a l'Àsia Menor, anomenada així per Cime, una de les amazones.
Segons Esteve de Bizanci hi havia una altra ciutat anomenada Cime que es deia Friconis, però Heròdot, a Cime l'anomena Cyme Phriconis. Tenia properes les ciutats eòlies de Temnos, Eges, Focea i Esmirna. Era al nord del riu Hermos i a la costa oposada de la part sud de l'illa de Lesbos. Segons Estrabó estava situada a 70 estadis de Larissa, i fins a Mirina hi havia 40 estadis. Era una de les trenta ciutats de l'Eòlida, i considerada la més antiga i de més rang junt amb Mitilene a Lesbos. Heròdot diu que els seus habitants consultaven l'Oracle de Didima, i explica una història de quan Pàcties, un funcionari del Regne de Lídia, es va refugiar a Cime per escapar de la repressió dels perses.
Sotmesa als perses després del 540 aC a la caiguda del Regne de Lídia, en va ser tirà Aristàgores, vassall dels perses, de qui Heròdot diu que va planejar destruir un pont del Danubi per deixar al rei persa aïllat a l'altre costat durant l'expedició persa dirigida per Darios el Gran a Tràcia. Quan Aristàgores de Milet va provocar la Revolta Jònica el 499 aC Cime s'hi va unir i van enderrocar al tirà Aristàgores a qui van deixar marxar sense fer-li res. Cime va ser aviat reconquerida pels perses i era governada per Sandoces, que va comandar quinze naus en temps de l'expedició de Xerxes I de Pèrsia a Grècia.
La flota persa que va poder sortir de Salamina després de la batalla va fer hivern a Cime i després ja no torna a ser mencionada. Va seguir pertanyent a Pèrsia fins al temps d'Alexandre el Gran. Després de la derrota del selèucida Antíoc III el Gran el 189 aC la ciutat va fer aliança amb Roma, i el 187 aC va quedar com a ciutat lliure de taxes però durant el segle ii aC va ser inclosa a la província romana d'Àsia. En temps de Tiberi al segle i un terratrèmol la va destruir segons diu Tàcit, però va seguir existint com a ciutat durant tot l'imperi i durant l'Imperi Romà d'Orient era seu d'un bisbe.
Hi van néixer l'historiador Èfor, i potser Hesíode, segons Esteve de Bizanci i la Suïda, però el més probable era que allà hi va néixer el seu pare.
Hom la situa a l'actual Aliağa (Esmirna).